# Petr Rada
Petr Rada (* 21. August 1958 in Prag) ist ein ehemaliger tschechischer Fußballspieler und derzeitiger Fußballtrainer.

## Spielerkarriere
Rada spielte von 1979 bis 1988 bei Dukla Prag, anschließend wechselte er zu Fortuna Düsseldorf. 1990/91 spielte er für Rot-Weiss Essen, kehrte aber schon im Februar 1991 zu Dukla Prag zurück.
Im Mai 1991 wechselte er für ein Jahr zu Toronto Blizzard. 1992 spielte er ein halbes Jahr für den SSV Jahn Regensburg, anschließend ein Jahr für Chmel Blšany. 1993 kehrte er zur Düsseldorfer Fortuna zurück und blieb zwei Jahre. Nach der Saison 1995/96, in der er für Bohemians Prag spielte, beendete Rada seine Karriere. 
Für die Tschechoslowakische Fußballnationalmannschaft machte Rada elf Spiele, in denen er zwei Tore schoss.

## Trainerkarriere
Radas Trainerlaufbahn begann 1996/97 als Assistent bei Fortuna Düsseldorf. 1997/98 arbeitete er in dieser Position bei Slavia Prag. Ab dem 25. Spieltag bis Saisonende war er Cheftrainer, kehrte aber zur neuen Saison 1998/99 wieder ins zweite Glied zurück. Zeitgleich arbeitete er nun auch als Assistent bei der tschechischen Nationalmannschaft.
2000/01 bekam er seine erste echte Chance als hauptverantwortlicher Trainer beim FK Teplice, wurde aber nach dem 19. Spieltag entlassen, als die Mannschaft auf dem 4. Platz stand. 2001/02 trainierte er Viktoria Pilsen. Am 12. Spieltag der Saison 2003/04 übernahm er den FK Jablonec. Zusätzlich wurde er 2006/07 auch Assistent des Nationaltrainers Karel Brückner. In der Saison 2007/08 war Rada erneut beim FK Teplice als Cheftrainer tätig.
Am 17. Juli 2008 ernannte der tschechische Fußballverband Rada zum neuen Trainer der A-Nationalmannschaft. Rada trat damit die Nachfolge von Karel Brückner an, der seinen Vertrag nach der Europameisterschaft 2008 nicht mehr verlängerte. Am 8. April 2009 wurde er nach schwachen Ergebnissen in der Qualifikation für die WM 2010 entlassen.